# L'agguato - Ghosts from the Past
L'agguato - Ghosts from the Past (Ghosts of Mississippi) è un film del 1996 diretto da Rob Reiner.

## Trama
Medgar Evers, attivista dei diritti civili e segretario dell'associazione nazionale per l'avanzamento della gente di colore, viene ucciso con un colpo di fucile alla schiena. Dell'omicidio viene accusato Byron De La Beckwith, sostenitore della supremazia dei bianchi, ma dopo due processi conclusi con un non verdetto della giuria viene rilasciato e l'episodio sembra essersi concluso senza una sentenza definitiva. Trent'anni dopo Bobby Delaughter, assistente del procuratore distrettuale, riesce a far riaprire il caso, aiutato dalla vedova Myrlie.
In uno stato ancora fortemente razzista, la causa intrapresa da Bobby, rischia di compromettere il proprio matrimonio, di interrompere una brillante carriera e di mettere in pericolo moglie e figli ma, con grande coraggio, va avanti, riporta in luce prove trascurate a suo tempo e, infine, fa tornare al banco degli imputati Byron, ormai invecchiato ma ancora pronto a proclamare la propria innocenza. Stavolta però il verdetto è di colpevolezza.

## Riconoscimenti
- 1997 - Premio Oscar
  - Candidatura Miglior attore non protagonista a James Woods
  - Candidatura Miglior trucco a Matthew W. Mungle e Deborah La Mia Denav
- 1997 - Golden Globe
  - Candidatura Miglior attore non protagonista a James Woods
- 1997 - Critics' Choice Awards
  - Candidatura Miglior attore non protagonista a James Woods
- 1996 - Chicago Film Critics Association Award
  - Candidatura Miglior attore non protagonista a James Woods
- 1997 - Southeastern Film Critics Association Awards
  - Candidatura Miglior attore non protagonista a James Woods